# Richard Swartenbroekx
Richard Louis Marie Swartenbroekx (Sint-Truiden, 29 maart 1939 - Leuven, 14 februari 2002) was een Belgisch journalist en redacteur.

## Levensloop
In 1960 werd Swartenbroekx werkzaam bij Het Belang van Limburg. Bij deze krant werd hij vervolgens aangesteld als redactiecoördinator, in deze hoedanigheid leidde hij de omschakeling van het oude druksysteem naar het offsetdrukken. Begin jaren ‘80 werd hij er chef-redacteur en in 1985 volgde hij, in tandem met Luc Van Loon (tot 1990), Hugo Camps op als hoofdredacteur. In 1986 vervoegde Marc Platel hen als politiek hoofdredacteur. Omstreeks 1988 werd Swartenbroekx ziek verklaard, dat verhinderde hem echter niet zijn functie te blijven uitoefenen. Na het ontslag van Platel in september 1997, werden Marcel Grauls en vervolgens Ivo Vandekerckhove co-hoofdredacteur.
Daarnaast was hij verschillende jaren lid van het directiecomité van Concentra, voorzitter van de Bond van Katholieke Journalisten van België (BKJB), beheerder van de Unie van Katholieke Dagbladen van België (UKDB) en lid van de Erkenningscommissie voor beroepsjournalisten.
Swartenbroekx overleed na een slepende ziekte in het Universitair Ziekenhuis Leuven. Hij was gehuwd en had twee kinderen. Zijn zoon Dirk, bekend onder zijn artiestennaam Buscemi, is eveneens journalist. Daarnaast was hij de schoonbroer van kunstenaar Hugo Duchateau.